# ركوب الدراجات في دورة الألعاب البارالمبية الصيفية 2012
تضمّنت منافسات الدراجات في دورة الألعاب البارالمبية الصيفية 2012 خمسين مسابقة موزعة على تخصصين رئيسيين: سباقات المضمار وسباقات الطريق. أُقيمت سباقات المضمار في حديقة فيلوبارك في لندن من 30 آب حتى 2 أيلول، في حين جرت سباقات الطريق في براندز هاتش من 5 أيلول حتى 8 أيلول.

## تصنيف

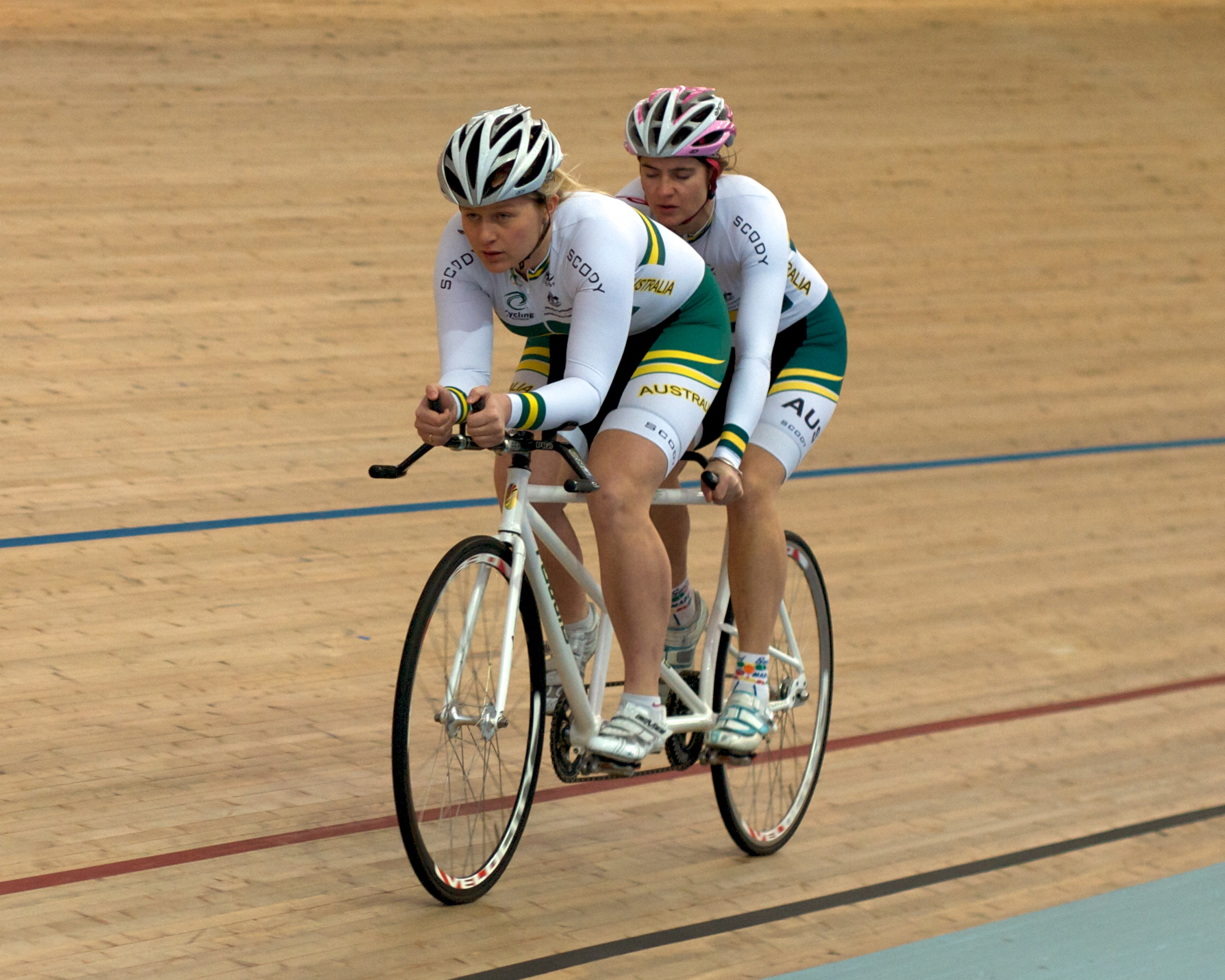
دراجة هوائية مزدوجة، مع ستيفاني مورتون في دور الطيار فيليسيتي جونسون.

يُمنح راكبو الدراجات تصنيفًا بناءً على نوع ودرجة إعاقتهم. يسمح نظام التصنيف للرياضيين بالتنافس مع آخرين يمتلكون مستوى وظيفيًّا مشابهًا. يشير رقم التصنيف إلى شدة الإعاقة، حيث إن "1" تدل على الإعاقة الأشد.
تصنيفات ركوب الدراجات هي كما يلي:
- الرياضيون المكفوفون وذوو الإعاقة البصرية يستخدمون دراجة ترادفية يقودها شخص مبصر – ويُمنح كلا الرياضيَين ميداليات.
- H 1–4: الرياضيون الذين لديهم إعاقة تؤثر على الأرجل يستخدمون دراجة يدوية.
- T 1–2: الرياضيون الذين لديهم إعاقة تؤثر على التوازن يستخدمون دراجة ثلاثية العجلات.
- C 1–5: الرياضيون الذين لديهم إعاقة تؤثر على الأرجل أو الذراعين أو الجذع، لكنهم قادرون على استخدام دراجة هوائية تقليدية.

## الأحداث
في كل حدث من الأحداث المذكورة أدناه، يتم التنافس على الميداليات لتصنيف واحد أو أكثر من التصنيفات المذكورة أعلاه.

### ركوب الدراجات على الطرق
| - Men's individual road race • B • H1 • H2 • H3 • H4 • C1-3 • C4-5 - Men's individual time trial • B • H1 • H2 • H3 • H4 • C1 • C2 • C3 • C4 • C5 | - Women's individual road race • B • H1-3 • H4 • C1-3 • C4-5 - Women's individual time trial • B • H1-2 • H3 • H4 • C1-3 • C4 • C5 | - Mixed individual road race • T1-2 - Mixed individual time trial • T1-2 - Mixed team relay • H1-4 |

### سباق الدراجات على المضمار
| - Men's 1 km time trial • B • C1-3 • C4-5 - Men's individual pursuit • B • C1 • C2 • C3 • C4 • C5 - Men's individual sprint • B | - Women's 500m time trial • C1-3 • C4-5 - Women's 1 km time trial • B - Women's individual pursuit • B • C1-3 • C4 • C5 - Mixed team sprint • C1-5 |

## الدول المشاركة
تنافس في المسابقة 223 راكب دراجات من 48 دولة بما في ذلك 37 مرشدًا من 20 دولة مختارة.
- ألبانيا (1)
- الأرجنتين (2) + 1 pilot
- أستراليا (12) + 3 pilots
- النمسا (7)
- بيلاروس (1) + 1 pilot
- بلجيكا (4)
- البرازيل (2)
- بوركينا فاسو (2)
- كندا (12) + 3 pilots
- الصين (8)
- كولومبيا (3)
- كوستاريكا (1)
- كرواتيا (2)
- كوبا (1)
- جمهورية التشيك (8)
- الدنمارك (2)
- جمهورية الدومينيكان (1)
- فنلندا (1) + 1 pilot
- فرنسا (11) + 3 pilots
- ألمانيا (15) + 1 pilot
- غانا (1)
- بريطانيا العظمى (15) + 4 pilots
- اليونان (3) + 2 pilots
- هايتي (1)
- إيران (1)
- جزيرة أيرلندا (7) + 3 pilots
- إسرائيل (3)
- إيطاليا (12) + 1 pilot
- اليابان (3) + 1 pilot
- لبنان (1)
- ماليزيا (1) + 1 pilot
- هولندا (8) + 3 pilots
- نيوزيلندا (1) + 1 pilot
- النرويج (2)
- بولندا (5) + 1 pilot
- رومانيا (2)
- روسيا (2)
- صربيا (1) + 1 pilot
- سلوفاكيا (5) + 1 pilot
- سلوفينيا (1)
- جنوب إفريقيا (6)
- كوريا الجنوبية (2)
- إسبانيا (12) + 4 pilots
- السويد (1)
- سويسرا (8)
- أوكرانيا (1)
- الولايات المتحدة (16) + 1 pilot
- فنزويلا (2)

## ملخص الميداليات

### جدول الميداليات
*   البلد المضيف (مضيف)
| المرتبة | فريق    | ذهبية | فضية | برونزية | المجموع |
| ------- | ------- | ----- | ---- | ------- | ------- |
| المجموع | المجموع | 0     | 0    | 0       | 0       |

### ركوب الدراجات على الطرق

#### فعاليا الرجال
| السباق          | الفئة                       | الذهبية                         | الفضية                           | البرونزية |
| --------------- | --------------------------- | ------------------------------- | -------------------------------- | --------- |
| السباق ضد الزمن |                             |                                 |                                  |           |
| B               | كريستيان فينخي – إسبانيا    | إيفانو بيتسي – إيطاليا          | جيمس براون – إيرلندا             |           |
| H1              | مارك روهان – إيرلندا        | كوبي ليون – إسرائيل             | فولفغانغ شاتاوير – النمسا        |           |
| H2              | هاينز فراي – سويسرا         | فالتر أبلينغر – النمسا          | فيتوريو بوديستا – إيطاليا        |           |
| H3              | رافاو فيلك – بولندا         | نايجل بارلي – أستراليا          | بيرند جيفري – ألمانيا            |           |
| H4              | أليساندرو زاناردي – إيطاليا | نوربرت موزاندل – ألمانيا        | أوسكار سانشيز – الولايات المتحدة |           |
| C1              | ميخائيل تويبر – ألمانيا     | مارك كولبورن – بريطانيا العظمى  | تشانغ يو لي – الصين              |           |
| C2              | توبياس غراف – ألمانيا       | غويهوا ليانغ – الصين            | موريس إيكهارد تييو – إسبانيا     |           |
| C3              | ديفيد نيكولاس – أستراليا    | جوزيف بيريني – الولايات المتحدة | ماساكي فوجيتا – اليابان          |           |
| C4              | ييجي ييجيك – التشيك         | كارول-إدوارد نوفاك – رومانيا    | ييجي بوشكا – التشيك              |           |
| C5              | ييغور ديمينتيف – أوكرانيا   | شينيانغ ليو – الصين             | مايكل غالاغر – أستراليا          |           |

#### فعاليات النساء
| السباق          | الفئة                            | الذهبية                          | الفضية                        | البرونزية |
| --------------- | -------------------------------- | -------------------------------- | ----------------------------- | --------- |
| السباق ضد الزمن |                                  |                                  |                               |           |
| B               | كاترين غوكن – هولندا             | فيليبا غراي – نيوزيلندا          | كاثرين والش – إيرلندا         |           |
| H1-2            | ماريانا ديفيس – الولايات المتحدة | كارين دارك – بريطانيا العظمى     | أورسولا شفالر – سويسرا        |           |
| H3              | ساندرا غراف – سويسرا             | مونيكا باسكيو – الولايات المتحدة | سفيتلانا موشكوفيتش – روسيا    |           |
| H4              | أندريا إيسكاو – ألمانيا          | دوروثي فيث – ألمانيا             | لورا دي فان – هولندا          |           |
| C1-3            | أليسون جونز – الولايات المتحدة   | تيريزا ديبولدوفا – التشيك        | سيني تزينغ – الصين            |           |
| C4              | ميغان فيشر – الولايات المتحدة    | سوزان باول – أستراليا            | ماري-كلود مولنار – كندا       |           |
| C5              | سارة ستوري – بريطانيا العظمى     | آنا هاركوفسكا – بولندا           | كيلي كرولي – الولايات المتحدة |           |

#### أحداث مختلطة
| حدث          | فصل  | ذهبية                                                                 | فضية                                                                | برونزية                                                     |
| ------------ | ---- | --------------------------------------------------------------------- | ------------------------------------------------------------------- | ----------------------------------------------------------- |
| سباق الزمن   | ت1-2 | Carol Cooke · أستراليا ·                                              | Hans-Peter Durst · ألمانيا ·                                        | David Stone · بريطانيا العظمى ·                             |
| سباق الطريق  | ت1-2 | David Stone · بريطانيا العظمى ·                                       | Giorgio Farroni · إيطاليا ·                                         | David Vondracek · جمهورية التشيك ·                          |
| تتابع الفريق | H1-4 | الولايات المتحدة (USA) · ماريانا ديفيس · أوسكار سانشيز · ماثيو أبدايك | إيطاليا (ITA) · أليكس زاناردي · فيتوريو بوديستا · فرانشيسكا فينوكيو | سويسرا (SUI) · جان مارك بيرسيه · أورسولا شوالر · هاينز فراي |

### سباق الدراجات على المضمار

#### أحداث الرجال
| السباق                      | الفئة                       | الذهبية                             | الفضية                | البرونزية |
| --------------------------- | --------------------------- | ----------------------------------- | --------------------- | --------- |
| السباق ضد الزمن لمسافة 1 كم |                             |                                     |                       |           |
| B                           | نيل فاتشي – بريطانيا العظمى | خوسيه إنريكي بورتو لاريو – إسبانيا  | رينيه أووست – هولندا  |           |
| C1-3                        | تشانغ يو لي – الصين         | مارك كولبورن – بريطانيا العظمى      | توبياس غراف – ألمانيا |           |
| C4-5                        | ألفونسو كابيلو – إسبانيا    | جون-ألان باتروورث – بريطانيا العظمى | شينيانغ ليو – الصين   |           |

#### فعاليات النساء
| الفعالية         | الفئة        | ذهبية                   | فضية                        | برونزية                     |
| ---------------- | ------------ | ----------------------- | --------------------------- | --------------------------- |
| سباق الزمن       | C1-3 (٥٠٠ م) | هي يينالصين             | أليدا نوربرويسهولندا        | جايمي باريسأستراليا         |
|                  | C4-5 (٥٠٠ م) | سارة ستوريبريطانيا      | جينيفر شوبلالولايات المتحدة | جيانبينغ ريوانالصين         |
|                  | B (١ كم)     | فيليسيتي جونسونأستراليا | أيلين مكلينبريطانيا         | فيليبا غراينيوزيلندا        |
| المطاردة الفردية | B            | فيليبا غراينيوزيلندا    | كاثرين والشإيرلندا          | أيلين مكلينبريطانيا         |
|                  | C1-3         | سيني زينغالصين          | سيمون كينيديأستراليا        | أليسون جونزالولايات المتحدة |
|                  | C4           | سوزان باولأستراليا      | ميغان فيشرالولايات المتحدة  | ألكسندرا غرينأستراليا       |
|                  | C5           | سارة ستوريبريطانيا      | آنا هاركوفسكابولندا         | فيونا ساوثرننيوزيلندا       |

#### أحداث مختلطة
| حدث         | فصل  | ذهبية                                           | فضية                                                                   | برونزية                                                           |
| ----------- | ---- | ----------------------------------------------- | ---------------------------------------------------------------------- | ----------------------------------------------------------------- |
| سباق الفريق | ج1-5 | الصين (CHN) · شياوفى جي · شينيانغ ليو · هاو شيه | بريطانيا العظمى (GBR) · جون آلان باتروورث · دارين كيني · ريتشارد وادون | الولايات المتحدة (USA) · جوزيف بيريني · سام كافاناغ · جينيفر شوبل |

## روابط خارجية
- الموقع الرسمي لدورة الألعاب البارالمبية الصيفية 2012 نسخة محفوظة 4 September 2012 at Archive.is
- اللجنة الدولية للصليب الأحمر
- UCI: الاتحاد الدولي للدراجات
- كتاب النتائج – الطريق
- كتاب النتائج – المسار